# Du Friedefürst, Herr Jesu Christ, BWV 116

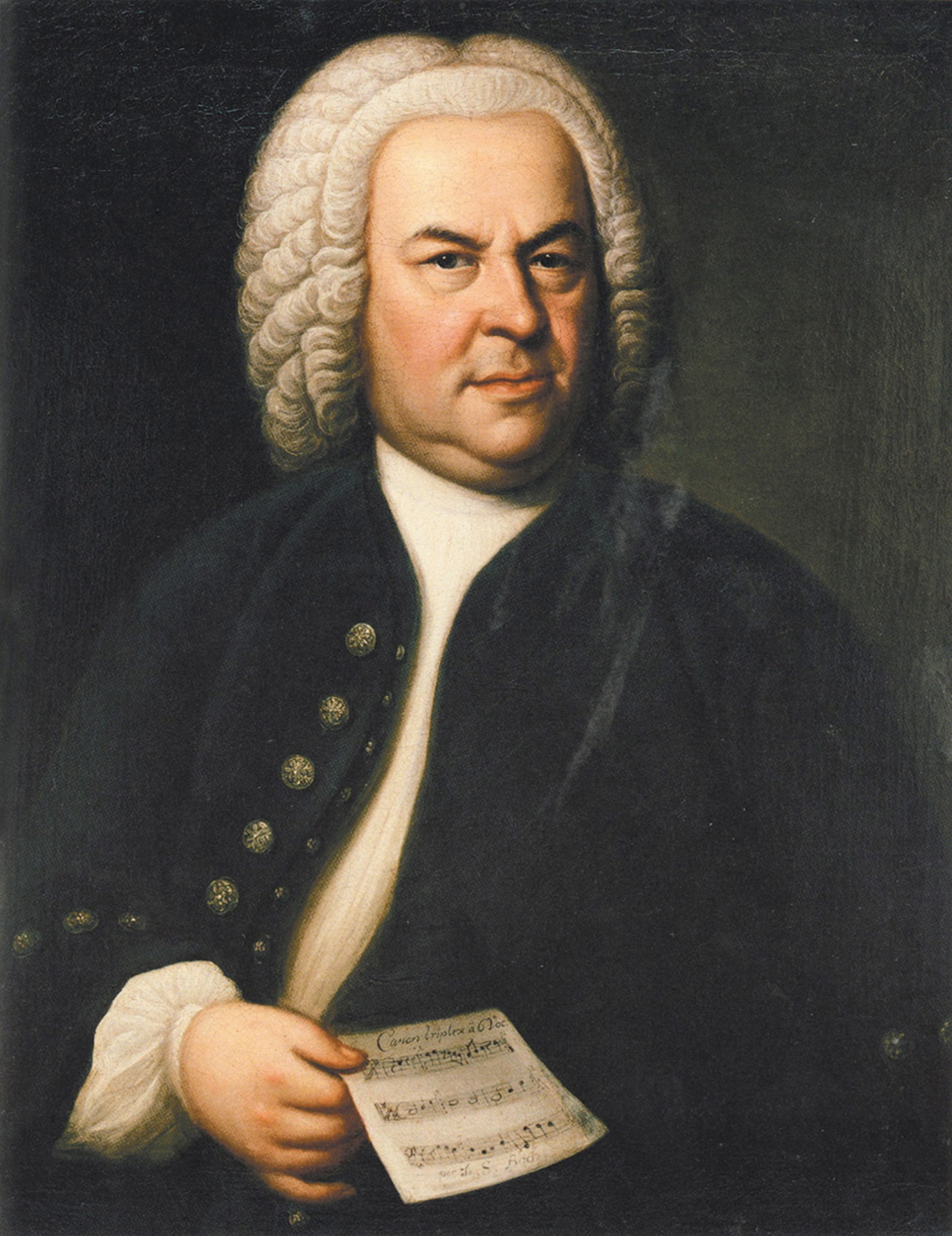
Johann Sebastian Bach, compositor de la cantata.

Du Friedefürst, Herr Jesu Christ (en español, Príncipe de Paz, Señor Jesucristo), BWV 116, es una cantata de iglesia escrita por Johann Sebastian Bach en 1724 en Leipzig para el vigesimoquinto domingo después del Domingo de Trinidad. Dirigió el estreno de la misma el 26 de noviembre de 1724, concluyendo el año litúrgico de 1724.
La cantata está basada en el himno «Du Friedefürst, Herr Jesu Christ», de Jakob Ebert. Combina la lectura del evangelio del domingo y la Gran Tribulación del Evangelio de Mateo. La primera y la última estrofa del himno se utilizan sin cambios tanto en el texto como en la melodía: el primero como una fantasía coral, el segundo como un coral de cuatro partes. Un libretista anónimo parafraseó las estrofas internas, alternando arias y recitativos. Bach compuso la cantata para cuatro solistas vocales (soprano, alto, tenor, bajo), un coro a cuatro voces y un conjunto instrumental barroco de trompa natural, funcionando como soprano en la melodía del himno, dos oboes de amor, cuerdas y bajo continuo.

## Historia y texto

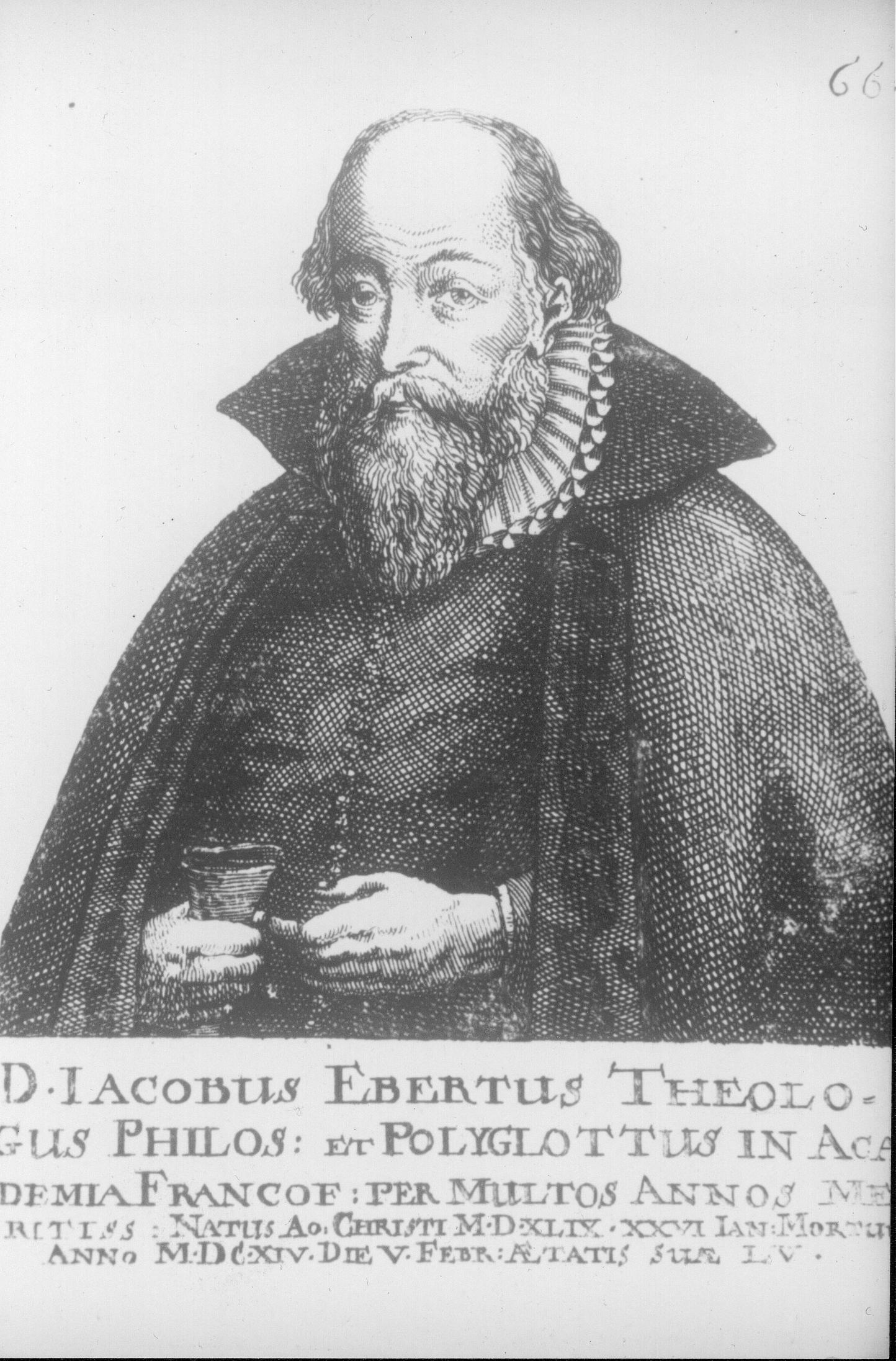
El texto de la cantata se basa en un himno de Jakob Ebert.

Bach escribió la cantata en 1724 para el vigesimoquinto domingo después de Trinidad como parte de su segundo ciclo anual de cantatas mayormente corales. Las lecturas prescritas para el domingo fueron de la Primera epístola a los tesalonicenses, la venida del Señor (1 Tesalonicenses 4:13-18), y del Evangelio de Mateo, la Gran Tribulación (Mateo 24:25–28). El texto de la cantata es de un autor desconocido y se basa exclusivamente en el himno de Jakob Ebert en siete estancias (1601). Se desconoce el libretista del ciclo de cantatas corales de Bach, pero el experto en Bach Christoph Wolff señala que «debe haber trabajado en estrecha colaboración con Bach» y se nombra como «el candidato más probable» a Andreas Stöbel, uno de los correctores de la Thomasschule. La primera y última estancia en su redacción original son los movimientos externos, las estancias segunda a cuarta se transformaron en los movimientos segundo a cuarto, y las estancias 5 y 6 se reformularon para el quinto movimiento. El himno está relacionado de manera general con el evangelio.
Bach dirigió la primera actuación de la cantata el 26 de noviembre de 1724, que fue ese año el último domingo del año litúrgico. Los informes muestran que Bach la realizó al menos una vez más, pero no hasta después de 1740.

## Estructura y partitura
Bach estructuró la cantata en seis movimientos. El texto y la melodía del himno se guardan en los movimientos corales externos, una fantasía coral y un coral de cierre de cuatro partes, que enmarcan una secuencia de arias y recitativos alternos. La partitura de la obra es para cuatro solistas vocales (soprano, alto, tenor y bajo), un coro de cuatro partes y un conjunto instrumental barroco de trompa natural (Co) que hace cumplir la soprano en la melodía del himno, dos oboes de amor (Oa), dos violines (Vl), viola (Va) y bajo continuo. La página del título de la partitura del autógrafo dice: «Dom: 25 post Trinit. / Du Friede Fürst Herr Jesu / Christ ect. / À / 4 Voc: / Tromba / 2 Hautb: d'Amour / 2 Violini / viola / con / Continuo / di / Sign: / JSBach».
En la siguiente tabla de movimientos, la paritura sigue al Neue Bach-Ausgabe. Las tonalidades y compases se toman de Alfred Dürr, usando el símbolo de tiempo común (4/4). El bajo continuo, que toca en todo momento, no se muestra.
| N.º | Título                                | Texto   | Tipo            | Vocal | Vientos | Cuerdas | Tonalidad          | Tiempo            |
| --- | ------------------------------------- | ------- | --------------- | ----- | ------- | ------- | ------------------ | ----------------- |
| 1   | Du Friedefürst, Herr Jesu Christ      | Ebert   | Fantasía coral  | SATB  | Co 2Oa  | 2Vl Va  | la mayor           | cuatro por cuatro |
| 2   | Ach, unaussprechlich ist die Not      | anónimo | Aria            | A     | Oa      |         | fa sostenido mayor | 3 4               |
| 3   | Gedenke doch, o Jesu                  | anónimo | Recitativo      | T     |         |         |                    | cuatro por cuatro |
| 4   | Ach, wir bekennen unsre Schuld        | anónimo | Aria (Terzetto) | S T B |         |         | mi mayor           | 3 4               |
| 5   | Ach, laß uns durch die scharfen Ruten | anónimo | Recitativo      | A     |         | 2Vl Va  |                    | cuatro por cuatro |
| 6   | Erleucht auch unser Sinn und Herz     | Ebert   | Coral           | SATB  | Co 2Oa  | 2Vl Va  | la mayor           | cuatro por cuatro |

## Música

### «Du Friedefürst, Herr Jesu Christ»
El coro de apertura, «Du Friedefürst, Herr Jesu Christ» (Tú Príncipe de Paz, Señor Jesucristo), es una fantasía coral, la soprano canta el cantus firmus, sostenido por la trompa. El compositor de la canción no se conoce. Apareció en un himnario de Bartholomäus Gesius en 1601, y es similar a «Innsbruck, ich muß dich lassen».
La melodía está incrustada en un concierto de orquesta con ritornellos e interludios, dominada por el concertante solo de violín. El tratamiento de las voces bajas varía dentro del movimiento. En las líneas 1 y 2 y las 7 finales están colocadas en acordes de bloques homofónicos. El experto en Bach, Klaus Hofmann, señala que el saludo «Du Friedefürst, Herr Jesu Christ, wahr 'Mensch und wahrer Gott» (Tú, príncipe de paz, Señor Jesucristo, verdadero hombre y verdadero Dios) cobra peso. En las líneas 3 y 4, las voces bajas comienzan en una vívida imitación antes de la entrada del cantus firmus. En las líneas 5 y 6 su movimiento más rápido contrasta con la melodía.

### Ach, unaussprechlich ist die Not
El aria para alto, «Ach, unaussprechlich ist die Not Not» (Ay, la agonía es indescriptible), está acompañada por un oboe de amor, expresando el terror del alma imaginando el juicio. Hofmann señala que «Bach ha capturado la expresión de profunda tristeza en la música con todas las herramientas de su oficio: anhelantes figuras, suspensiones e intervalos melódicos aumentados, disminuidos o cromáticos: la armonía está llena de disonancias».

### Gedenke doch, o Jesu
El recitativo para tenor, «Gedenke doch, o Jesu» (Sin embargo, considere, oh Jesús), comienza como un segundo recitativo, pero la idea «Gedenke doch, o Jesu, daß du noch ein Fürst des Friedens heißest!» (Sin embargo, considera, ¡oh Jesús, que todavía te llaman Príncipe de la Paz!), cerca del tema de la cantata, va acompañado de una cita de la melodía coral en el continuo.

### Ach, wir bekennen unsre Schuld
Tres voces cantan un trío, algo raro en las cantatas de Bach. En el texto «Ach, wir bekennen unsre Schuld» (Ah, reconocemos nuestra culpa), ilustran el «wir» (nosotros), confesando y pidiendo perdón juntos. El las voces van acompañadas solo por el continuo.

### Ach, laß uns durch die scharfen Ruten
El recitativo para alto, «Ach, laß uns durch die scharfen Ruten» (Ah, luego a través de la dura vara), es una oración por una paz duradera, acompañada de las cuerdas y terminando como un arioso.

### Erleucht auch unser Sinn und Herz
El coral final, «Erleucht auch unser Sinn und Herz» (Ilumina nuestras mentes y corazones también), es un escenario de cuatro partes para el coro, trompa, oboes y cuerdas.